# Minna Kauppi

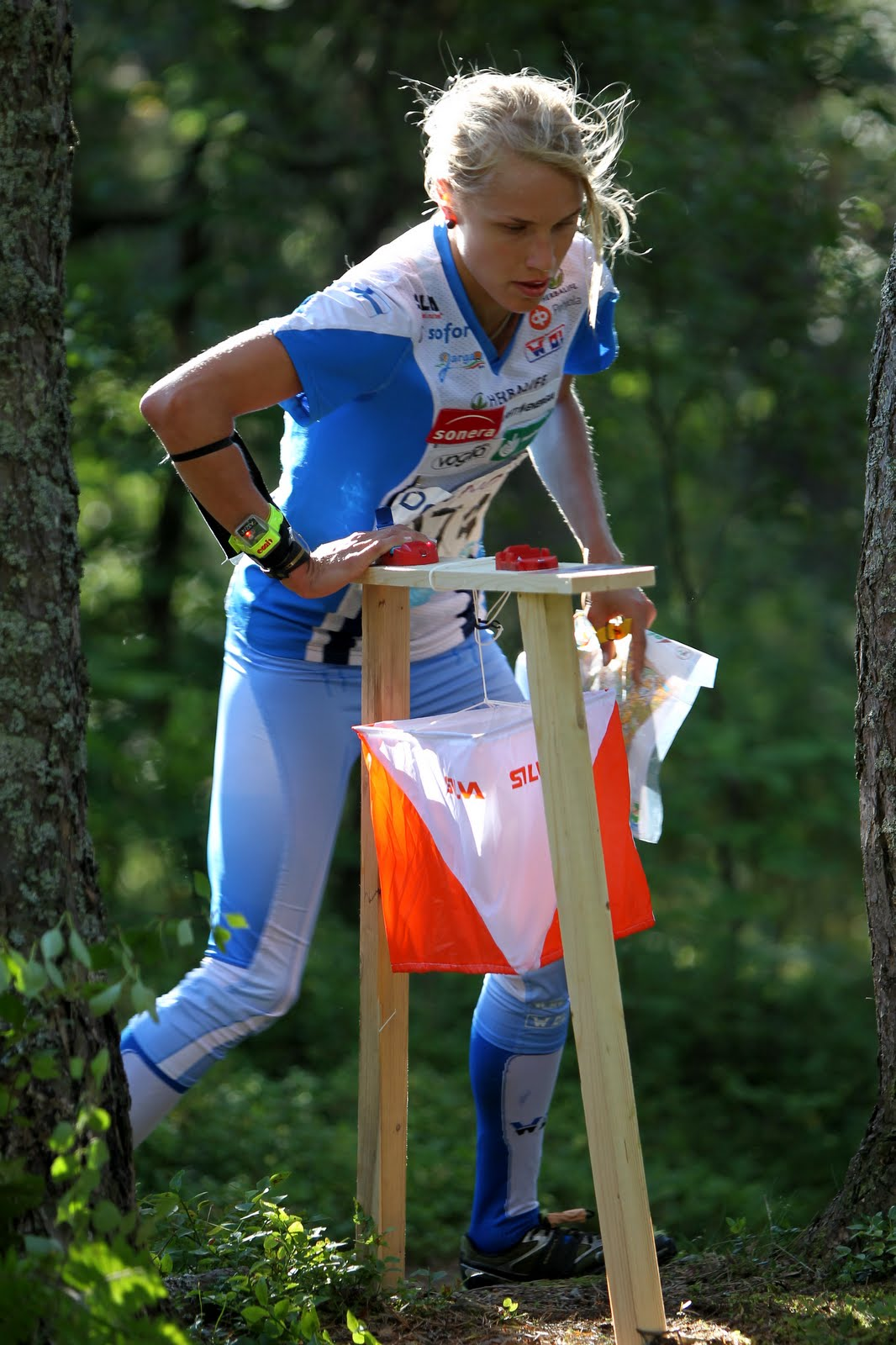
Minna Kauppi bei den Weltmeisterschaften 2010

Minna-Mari Kauppi (* 25. November 1982 in Asikkala, Päijät-Häme) ist eine finnische Orientierungsläuferin und neunfache Weltmeisterin. Kauppi startet für den Verein Asikkalan Raikas, lebt aber in Jyväskylä.
Minna Kauppi gehört mit acht Gold- und jeweils drei Silber- und Bronzemedaillen (Stand nach der Weltmeisterschaft 2011) bei Weltmeisterschaften zu den erfolgreichsten Orientierungsläufern ihrer Zeit. Seit 2004 konnte sie bei jeder der jährlich ausgetragenen Weltmeisterschaften mindestens eine Medaille gewinnen.
Kauppis Talent für den Orientierungslauf wurde bereits früh erkannt. 2001 und 2002 wurde die finnische Hoffnung jeweils Junioren-Weltmeisterin auf der Mitteldistanz. Ein Jahr später bestritt sie in Rapperswil ihre ersten Weltmeisterschaften. Mit Platz acht im Sprint und Platz elf auf der Mitteldistanz gelang ihr ein achtbares Debüt. 2004 verpasste Minna Kauppi bei den Europameisterschaften als Vierte über die Mitteldistanz knapp das Podest, bei den Weltmeisterschaften im selben Jahr in Schweden wurde sie Fünfte und Sechste und gewann mit der finnischen Staffel Silber. Im Jahr darauf zeigte sich schließlich ihre Stärke auf der Mitteldistanz mit Medaillenerfolgen: Sie gewann auf der Strecke die Nordische Meisterschaft und gewann hinter Simone Niggli-Luder aus der Schweiz und der Schwedin Jenny Johansson Bronze bei den Weltmeisterschaften und damit ihre erste Einzelmedaille bei einer internationalen Meisterschaft.
2006 gelang ihr dann endgültig der Durchbruch: In Otepää wurde sie Europameisterin über die Mitteldistanz und mit der Staffel, mit der sie etwas später auch noch erstmals Weltmeisterin wurde. Die Staffelweltmeisterschaft verteidigte sie 2007 mit Paula Haapakoski und Heli Jukkola. Außerdem gewann sie zeitgleich mit Heli Jukkola Gold auf der Langdistanz, im Sprint musste sie sich nur Simone Niggli-Luder geschlagen geben. 2008 gewann Kauppi zwei Bronzemedaillen bei den Europameisterschaften in Ventspils, bei den Weltmeisterschaften im tschechischen Olomouc gewann sie wie im Jahr davor zweimal Gold und eine Silbermedaille, darunter eine Goldmedaille mit der Staffel, in der sie mit Katri Lindeqvist und Merja Rantanen startete und die den dritten Staffeltitel infolge für Finnland bedeutete.
Erstmals keinen internationalen Titel errang Minna Kauppi 2009. In Ungarn wurde sie bei den Weltmeisterschaften Dritte auf der Langdistanz hinter Niggli-Luder und Marianne Andersen aus Norwegen sowie Dritte mit der Staffel, womit die Siegesserie der finnischen Frauen nach drei Jahren riss. Bereits 2010 gelang dem finnischen Damentrio Anni-Maija Fincke, Merja Rantanen und Kauppi aber wieder der Titelgewinn. Über die Mitteldistanz konnte Kauppi 2010 außerdem ihre Dauerkontrahentin Niggli-Luder bezwingen. 2011 verpasste sie auf ihrer Paradestrecke, der Mitteldistanz, knapp eine Medaille. Mit Fincke und Rantanen gelang ihr dafür die Titelverteidigung mit der Staffel.
2012 wurde sie in Schweden Vizeeuropameisterin auf der Mitteldistanz hinter Niggli-Luder sowie mit der Staffel. Auf der Langdistanz wurde sie Dritte hinter Niggli-Luder und der Russin Tatjana Rjabkina. Bei den Weltmeisterschaften zwei Monate später in Lausanne gewann Kauppi das Mitteldistanzrennen vor der Schwedin Tove Alexandersson, auf der Langdistanz reichte es hinter Niggli-Luder für den zweiten Platz. Die finnische Damenstaffel mit Kauppi blieb dagegen in der Schweiz zum ersten Mal seit 2005 ohne Medaille. Zwei vierte Plätze sowie die Silbermedaille in der Staffel schlugen für Kauppi im Jahr darauf bei den Heim-Weltmeisterschaften in Vuokatti zu Buche.
Mit ihrer Mannschaft Asikkalan Raikas gewann Kauppi 2007 als Schlussläuferin den Venla-Orientierungslauf. Außerdem gewann sie bis zum Ende der Saison 2012 insgesamt zwölf Weltcuprennen: sechs in der Mitteldistanz, vier auf der Langdistanz und zwei im Sprint.

## Platzierungen
Legende: WM = Weltmeisterschaften; EM = Europameisterschaften; WG = World Games; GWC = Gesamt-Weltcup
| Wettbewerb | Disziplin | 2002 | 2003 | 2004 | 2005 | 2006 | 2007 | 2008 | 2009 | 2010 | 2011 | 2012 | 2013 | 2014 |
| ---------- | --------- | ---- | ---- | ---- | ---- | ---- | ---- | ---- | ---- | ---- | ---- | ---- | ---- | ---- |
| WM         | Sprint    |      | 8.   |      |      | 5.   | 2.   | 2.   | 13.  | 4.   |      |      |      |      |
|            | Mittel    |      | 11.  | 5.   | 3.   | 4.   | 4.   | 1.   | 4.   | 1.   | 4.   | 1.   | 4.   | 24.  |
|            | Lang      |      |      | 6.   |      |      | 1.   | 7.   | 3.   | 5.   | dsq. | 2.   | 4.   |      |
|            | Staffel   |      |      | 2.   | 4.   | 1.   | 1.   | 1.   | 3.   | 1.   | 1.   | 5.   | 2.   | 5.   |
|            |           |      |      |      |      |      |      |      |      |      |      |      |      |      |
| EM         | Sprint    |      |      | 13.  |      | 3.   |      | 4.   |      | 12.  |      |      |      |      |
|            | Mittel    |      |      | 4.   |      | 1.   |      | 3.   |      | 5.   |      | 2.   |      |      |
|            | Lang      |      |      | 5.   |      | 3.   |      |      |      |      |      | 3.   |      |      |
|            | Staffel   |      |      | 4.   |      | 1.   |      | 3.   |      |      |      | 2.   |      |      |
|            |           |      |      |      |      |      |      |      |      |      |      |      |      |      |
| GWC        |           | 49.  |      | 21.  | 19.  | 3.   | 3.   | 2.   | 4.   | 4.   | 2.   | 2.   | 24.  |      |
|            |           |      |      |      |      |      |      |      |      |      |      |      |      |      |
| FM         | Sprint    |      | 2.   |      | 1.   | 3.   |      |      | 1.   | 1.   |      |      | 1.   |      |
|            | Mittel    |      |      | 1.   | 1.   | 1.   |      | 1.   |      | 1.   | 1.   | 1.   | 1.   |      |
|            | Lang      |      | 2.   |      |      |      | 1.   |      |      | 1.   | 2.   | 1.   |      |      |
|            | Ultra     |      |      | 2.   |      | 1.   |      |      | 1.   |      |      |      |      |      |
|            | Nacht     |      | 1.   |      |      | 1.   | 1.   |      |      |      |      |      |      |      |
|            | Staffel   |      |      | 3.   | 3.   | 1.   |      | 2.   |      |      |      | 2.   |      |      |

## Sonstiges
Die finnische Post veröffentlichte am 26. März 2010 eine Briefmarke mit Minna Kauppi als Motiv. Kauppi hat einen älteren Bruder (Jussi-Pekka) und eine ältere Schwester (Riina). Sie war mit dem finnischen Orientierungsläufer Pasi Ikonen liiert.